# درمانگاه خصوصی
درمانگاه خصوصی (به انگلیسی: Private Practice) یک مجموعه تلویزیونی آمریکایی با موضوع پزشکی و درام است. این مجموعه که از مجموعهٔ آناتومی گری منشعب شده‌است پخش خود را در سپتامبر ۲۰۰۷ آغاز کرد. این سریال توسط شبکه ABC آمریکا پخش می‌شود.

## داستان
داستان این مجموعه تلویزیونی در واقع دنباله یکی از چند داستانی است که در مجموعه تلویزیونی آناتومی گری به آن پرداخته شده بود. بخشی از شخصیت‌های مجموعه تلویزیونی درمانگاه خصوصی، قبلاً در مجموعه تلویزیونی آناتومی گری معرفی شده بودند. شخصیت اصلی این مجموعه تلویزیونی، دکترآدیسون مونتگمری با بازی کیت والش است. آدیسون مونتگومری یک متخصص زنان و زایمان است. این شخصیت و بازیگر آن کیت والش در سه فصل اول آناتومی گری نقشی با اهمیت داشتند، اما در پایان فصل سوم آناتومی گری، به واسطه اتفاق‌هایی آدیسون مونتگمری تصمیم می‌گیرد از سیاتل، واشینگتن به لوس‌آنجلس برود و در یک درمانگاه خصوصی که توسط دوستانش اداره می‌شود کار کند؛ همین موضوع آغازگر مجموعه تلویزیونی درمانگاه خصوصی می‌شود.